# Bauline
Bauline est une petite ville située sur la péninsule d'Avalon de l'île de Terre-Neuve dans la province de Terre-Neuve-et-Labrador au Canada.

## Géographie
Bauline est située sur la péninsule d'Avalon de l'île de Terre-Neuve dans la province de Terre-Neuve-et-Labrador au nord de Saint-Jean.

## Annexe